# Anderson Pico
Anderson da Silveira Ribeiro (Porto Alegre, 1988. november 4. –) brazil labdarúgó.

## Pályafutása
Anderson Pico a brazil Grêmio akadémiáján nevelkedett, a felnőtt csapatban 2007. július 20-án mutatkozott be egy Goiás elleni bajnoki mérkőzésen. 2015-ig számos brazil élvonalbeli csapatnál megfordult, mígnem 2015-ben az ukrán élvonalbeli Dnyipro le nem igazolta őt, amelynek színeiben az Európa-ligában is pályára léphetett. 2018 nyarán leigazolta őt a Kisvárda FC csapata.